# Francisco Mastandrea
Francisco Mastandrea  fue un actor, autor, director y empresario teatral argentino. Es considerado como el primer actor y director que llevó a cabo un radioteatro en ese país.

## Carrera
Egresó de la Escuela Experimental de Arte Dramático, cuyos directores fueron Jacinta Pezzana, primero, y luego Atilio Supparo.
En cine trabajó en la película cómica Chafalonías (1960), dirigida por Mario Soffici, y protagonizada por Luis Sandrini, Malvina Pastorino y Eduardo Sandrini.
Fue un referente de la radiofonía argentina. Otros fueron Francisco Staffa, Yaya Suárez Corvo, María del Carmen Martínez Payva, Andrés González Pulido, Atiliano Ortega Sanz, Arsenio Mármol, Héctor Bates, Juan Carlos Chiappe, entre muchos otros.
Fue un iniciador de los radioteatros que, en ese momento, se solían llamar Revistas radioteatrales, en los que se combinaban números de música y canciones folclóricas con la representación de breves escenas o "sketchs" de ambiente campero. En ese sentido, el primer radioteatro que se emitió en la Argentina se tituló Una hora en la Pampa Argentina, por Radio Belgrano, el cual era sin libretos y de manera improvisada.
Cuando a comienzos de 1929 una audición de música campera conducida por Roberto Torres y Mastandrea parecía agotarse, este último, inspirado en las novelas por entregas tan en boga en aquella época, creó La caricia del lobo, una novela radial, la primera obra radiofónica que no concluiría en un solo día o en el espacio de una audición.
En 1936, junto a Tito Martínez del Box crearon un proyecto de argumento radioteatral al que llamaron La cruzada del buen humor, de enorme éxito comercial. Allí se iniciaron actores como Jorge Luz, Zelmar Gueñol, Juan Carlos Cambón, Guillermo Rico y Rafael Carret más conocidos como Los Cinco Grandes del Buen Humor.
Con Domingo Sapelli llevan a los micrófonos de Radio Porteña una nueva versión del Martín Fierro.
Integraron su compañía radial figuras de la escena nacional  de la talla de Juan Velich, Mecha Caus, Raquel Notar, Máximo Orsi, Dora Davis (con quien tuvo una relación), Tino Tori, entre muchos otros.
En teatro, a comienzos de 1926 integra la Compañía Nacional de Dramas y Comedias José Gómez junto con actrices y actores como Olga Casares Pearson, Ercilia Podestá, Paulina Singerman, Ángel Walk y Carlos Gordillo. También formó parte de la Compañía Matilde Rivera- Enrique de Rosas en el Teatro Avenida. Se lució en 1953 en la obra cómica, El error de las mujeres de Pedro M. Bruno, estrenada en el Teatro Lassalle, junto con Juan Carlos Altavista, Julián Bourges, María Esther Duckse, Paula Darlán, Alejandro Maximino, Nelly Meden, Beatriz Taibo y  Ricardo Passano.
También se desempeñó como depositario de la traducción y de la distribución de las obras de Pietro Gori en América del Sur.
Estuvo casada por varias décadas con la escritora, poetisa, autoras de obras de teatro y crítica literaria Themis Maestrini.

## Filmografía
- 1960: Chafalonías.

## Radioteatro
- Recuerdos de amor (1939), encabezada por Irma Córdoba
- Martín Fierro
- La cruzada del buen humor (1936)
- Los 4 Brillantes
- La caricia del lobo (1929)
- Una hora en la Pampa Argentina (1928)

## Teatro
- La salvaje (1952) de Jean Anouilh, en el Teatro Lasalle, junto a Rosa Rosen, Nelly Meden, Nathán Pinzón, Iris Alonso, María Elena Sagrera, Julián Bourges, Paula Darlán, Mary López Silva y Ernesto Bianco. Dirección de Esteban Serrador.
- El error de las mujeres
- Los centauros de la libertad (1937)
- Claridad, dirigida por Difilippis Novoa, con Gloria Ferrandiz, Ricardo Passano y Benita Puértolas.

## Biografía
- Pérez, Inés (2007). Teatro breve contemporáneo argentino III (1° edición). Colihue.

- Datos: Q115800174